# Cultura de Japón

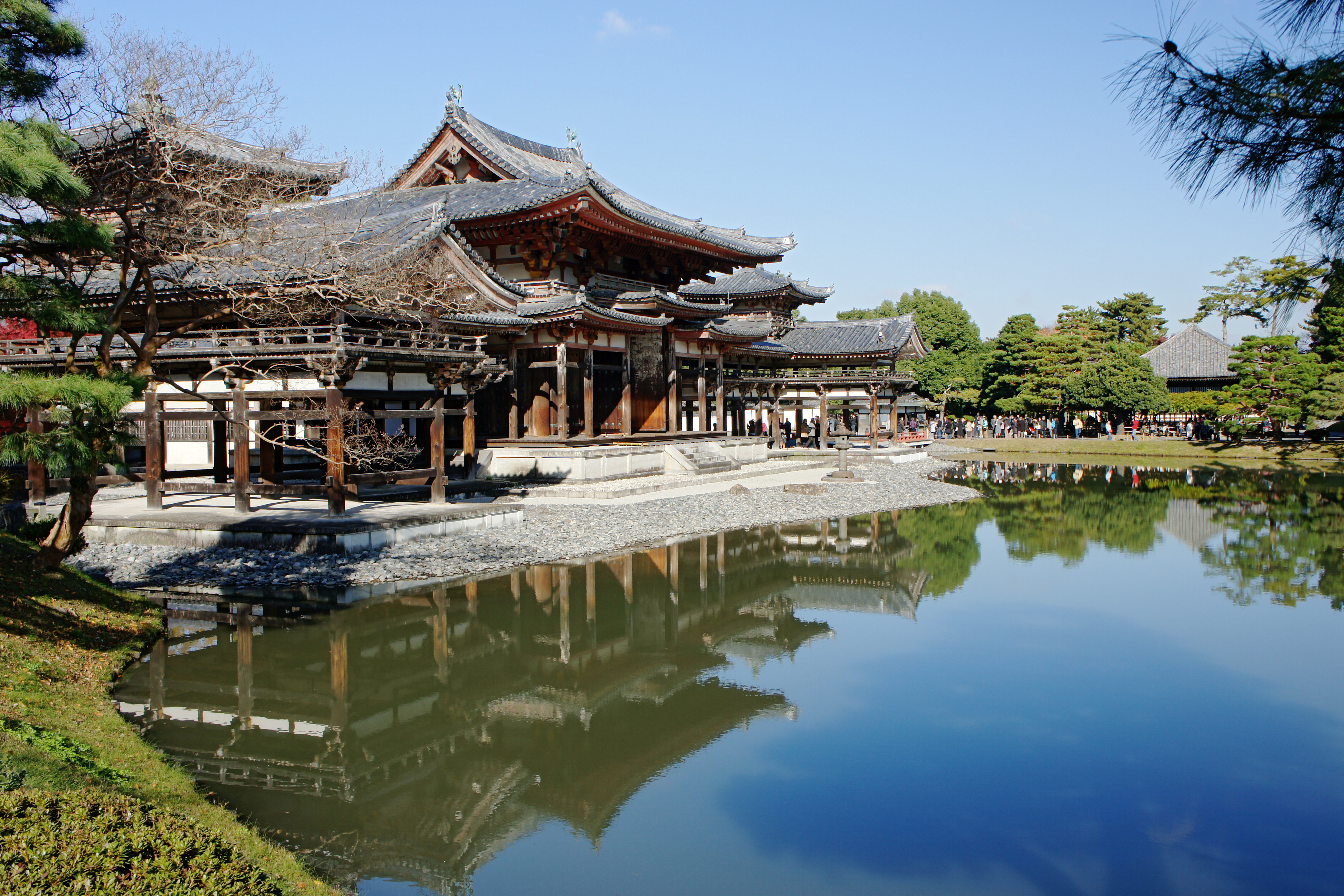
Jardín japonés de Byōdō-in, en Uji, Kioto, completado en 1153, declarado Patrimonio de la Humanidad.

La cultura de Japón es el resultado de un proceso histórico que comenzó con las olas inmigratorias originarias del continente asiático y de las islas del océano Pacífico, seguido por una fuerte influencia cultural proveniente de China. Posteriormente, el shogunato Tokugawa instauró a mediados del siglo XVII un largo periodo de aislamiento con el resto del mundo (sakoku) que se prolongó hasta el comienzo de la Era Meiji, a finales del siglo XIX, cuando recibió una inmensa influencia extranjera que se acrecentó tras el fin de la Segunda Guerra Mundial. Esto en efecto dio como resultado una cultura distinta a otras culturas asiáticas.
En Japón, las interrelaciones personales están muy influenciadas por las ideas de «deber», «honor» y «obligación», conjunto conocido como giri (義理?), y que representa una costumbre diferente a la cultura individualista de las naciones occidentales. Las concepciones de «conductas deseables» y «moralidad» son menos practicadas en situaciones familiares, escolares y de amistad; sin embargo, se observa una práctica más formal frente a superiores o gente desconocida.
Un aspecto que ha tenido un rol significante en la cultura japonesa es el idioma japonés. También se practica el nemawashi (根回し?), que se refiere a la preparación cuidadosa y seria de un proyecto, que refleja la armonía aceptada y respetada dentro de la cultura japonesa.
Por otro lado, los japoneses poseen un sentido del humor intrincado y complicado, que se refleja mucho en la cultura, la ética, el idioma y la religión, y que a veces es considerado como muy difícil de interpretar por otras culturas.

## Características culturales

### Conceptos
Las religiones de la cultura japonesa han sido influenciadas en el país, además del sintoísmo original, el budismo del siglo V, el taoísmo y el confucianismo, que han estado en relación sincrética. El confucianismo ha afectado particularmente las relaciones sociales y su jerarquía, que han desarrollado varios conceptos para describir las estructuras sociales de la sociedad tradicional japonesa. Hay una forma de deuda que un individuo tiene con la gente de su entorno y la comunidad, un principio de reciprocidad llamado giri (義理?). Con esto los deberes entre las personas son iguales. Lo opuesto a esto, ninjō (人情?), denota los sentimientos y deseos personales de una persona. Un contraste similar es el honne y tatemae (本音と建て前?): el honne se refiere a los deseos y sentimientos ocultos de una persona, y el tatemae, literalmente "fachada", a las apariencias y los comportamientos que se tienen con los extraños. La contradicción entre las demandas de la sociedad y los sentimientos reales es un tema común en la literatura japonesa, por ejemplo. La armonía en la sociedad se describe con el término wa (わ?).
Otros conceptos que influyen en las relaciones interpersonales son los de uchi-soto (内外?). Uchi (内?) significa "dentro", y soto (外?) significa "fuera". Los grupos no son estáticos, sino que varían mucho según la situación: los primeros pueden ser su propia familia, compañeros o amigos. La distinción entre los círculos internos y externos se refleja en el idioma japonés, que tiene aproximadamente tres niveles de cortesía: el grupo interno o, por ejemplo, el «socialmente» más bajo, en el nivel más bajo, keigo (敬語?) que es el más respetuoso. Los niveles de cortesía se reflejan en las terminaciones verbales, la elección de las palabras y los prefijos respetuosos que las acompañan.
El budismo y la cultura china han influido en los ideales estéticos en el arte japonés. El ideal central es la armonía y la simplicidad basadas en la naturaleza. El término descriptivo para esto es wabi-sabi (侘寂?), la belleza de la imperfección, cosas inestables, modestas y poco convencionales. Wabi-Sabi está estrechamente relacionado con el budismo zen y se puede ver en una ceremonia japonesa del té. Otro uso importante hoy en día, el concepto estético iki (壱岐?) del periodo Edo, que es lo contrario de yabo (野暮?). En las últimas décadas, kawaii (かわいい?) se ha vuelto más popular en la cultura popular representado por personajes como Hello Kitty, Pikachu o mascotas de compañías y prefecturas japonesas.

### Características generales

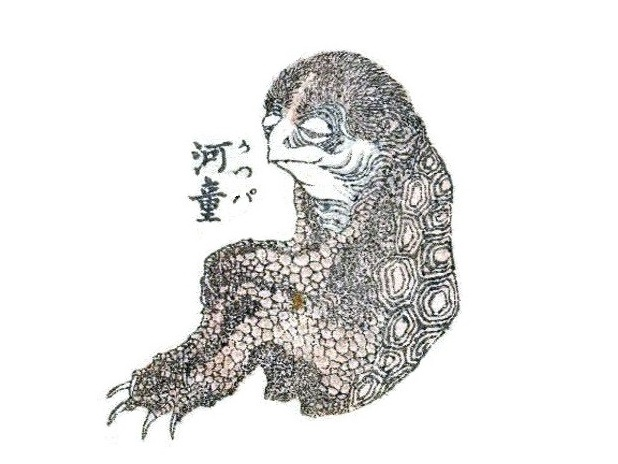
Espíritu del agua, Kappa. Japón es posiblemente la única cultura en el mundo que nunca ha tenido fe en la brujería.

Según el antropólogo británico Alan Macfarlane, Japón es la única «cultura no eje» grande e indivisible del mundo. Desarrollado por Karl Jaspers, el concepto de la Era Axial llamó la atención en los s. 7 a. C. y s. 1 a. C.. La revolución religiosa y filosófica que tuvo lugar en la que muchos pensadores euroasiáticos crearon una tensión entre lo espiritual y lo secular. En Japón, tal cambio nunca ocurrió. En Japón, no hay confrontación entre cuerpo y alma, entre hombre y Dios, entre cultura y naturaleza, entre estado y sociedad, o entre sociedad y yo, creado por los filósofos de los ejes, como en el resto del mundo. Sin embargo, Japón ha adoptado superficialmente filosofías de ejes como el budismo y el confucianismo. Según el sociólogo Shmuel Eisenstadt con «la transformación del confucianismo y el budismo, y las ideologías occidentales posteriores en Japón... significa el aplastamiento de las religiones, ideologías y culturas del eje», y Japón ha adaptado las influencias externas, especialmente el budismo, a su propia tradición animista en lugar de cambiar radicalmente su base filosófica original.
Según Macfarlane, Japón es, por lo tanto, fundamentalmente diferente de todas las demás culturas modernas importantes del mundo. Describe a Japón como una sociedad tribal en el sentido de que todo es interdependiente; no se puede hacer distinción entre «arte», «economía», «familia», «política» y «religión», pero todas estas dimensiones están presentes en todas partes con diferentes énfasis. La unidad básica del pensamiento japonés no es una cuestión, una institución o un individuo, sino una relación. La lógica, el pensamiento y la moral son sensibles al contexto y cambiantes: la intuición, las relaciones interpersonales y la armonía tienen prioridad sobre ellas. La estética, que está presente en numerosas actividades, se está convirtiendo en un factor particularmente importante en la cultura japonesa. Japón no ha tenido fe en Dios, dioses, espíritus de estilo occidental, alma, vida futura concreta, karma o reencarnación. Según Macfarlane, Japón es una sociedad completamente existencial:

Parece sorprendente que aceptaron el sufrimiento como aleatoriedad, ociosidad y falta de sentido, y la posición del azar y la felicidad de una manera que no he visto en ningún otro lado. La imprevisibilidad del mundo que los rodea (terremotos, tsunamis, volcanes, inundaciones) se explicó como algo natural y se encontró con fuerzas no espirituales en este mundo material.
Alan Macfarlane

### Nombres personales
En Japón, los nombres personales se escriben primero en el idioma japonés en el orden de los nombres orientales. El orden de los nombres occidentales se introdujo internacionalmente a fines del siglo XIX, cuando Japón luchaba por la occidentalización. Hoy en día, ha habido intentos en Japón de volver a la antigua práctica de escribir el apellido primero, como los nombres chinos.
El ministro de Asuntos Exteriores japonés, Tarō Kōno, adoptó una postura firme sobre el tema y pidió a los medios internacionales que respeten la tradición japonesa cuando Japón recibe una atención generalizada debido al G20 de 2019, la Copa Mundial de Rugby de 2019 y los Juegos Olímpicos de 2020. Muchas empresas japonesas se oponen al cambio. En una encuesta pública de 2000, el 34.9 % de los encuestados prefería el orden japonés, el 30.6 % a lo occidental, y el 29.6 % no tenía preferencia.

## Arte

### Pintura
La pintura japonesa ha sido un arte en el país por mucho tiempo. El pincel es la herramienta de escritura tradicional, y la extensión de ello a su uso como herramienta artística fue probablemente natural. Las técnicas nativas japonesas aún están vigentes, así como las técnicas adoptadas de Asia continental y de Occidente.
Durante el período Heian (794-1190) el arte japonés era elegante y decorativo. La decoración de los mamparos de papel de los palacios presentaba arte paisajístico profano. Los eventos de libros y otras historias también se ilustraron en términos muy generales. Las imágenes eran dibujos o pinturas en tinta de color y representaban la llamada pintura yamato-e (大和絵?). Las ilustraciones eran claramente narrativas y simplemente ornamentadas. Los retratos de animales también eran comunes, y utilizaban el humor satírico típico del arte japonés. Los mejores pintores de yamato-e pertenecían a la escuela Tosa. Durante el período Kamakura (1190-1333) el arte se hizo más popular.
Durante el período Muromachi (1333-1573), la pintura fue de tonos románticos al paisaje ideal y a la experiencia natural, utilizando técnicas de pintura con tinta monocromática adoptadas en China. El objetivo era ser rústico. Al final del período, la escuela Kanō fue creado sobre la base de yamato-e, el estilo opuesto, combinado con la pintura zen. Esto dio como resultado un estilo decorativo que también era rico en oro y plata. El tipo más común de imagen era el kakemono (掛物?). Durante el período Azuchi-Momoyama(ca. 1573-1614) se favoreció el estilo adornado de Kanō y se aumentó aún más el uso del oro. Sin embargo, algunos pintores se adhirieron a la visión zenista de la era de Muromachi de la naturaleza y la simplicidad estilística.
Durante el período Edo (1615-1866) los estilos Tosa y Kanō sobrevivieron y se crearon nuevos estilos junto a ellos. Una de ellos fue ukiyo-e (浮世絵?), literalmente imágenes del mundo flotante, es un género de grabados realizados mediante la técnica del grabado en madera producido fundamentalmente entre los siglo XVII y siglo XX, que ejemplifica las características del arte japonés pre-Meiji. Sus artistas se especializaron en todo tipo de géneros entre ellos escenas de historia y mitos populares, paisajes, actores kabuki, luchadores de sumo, bellas mujeres o escenas eróticas. Gozó de gran popularidad al permitir acceder a estas obras a un público que no hubiese podido adquirir pinturas originales.

### Escultura
Tradicionalmente, la escultura japonesa y sus técnicas fueron derivadas de las tradiciones budistas y shinto. Una de las esculturas más antiguas hechas en Japón son de la prehistoria en el período Jōmon, Dogū (土偶?), asociados a diosas y más adelante en el período Kofun aparecieron los Haniwa (埴輪?) que representan personas, caballos y edificios, por ejemplo. La tradición monumental de la escultura comenzó en Japón con el advenimiento del budismo en el siglo V. Como casi no había tradición, la escultura china y coreana y las imágenes budistas de la India se adoptaron como tales. En las primeras esculturas se usaba bronce como material, pero también arcilla y barniz. A fines del siglo VII, la escultura comenzó a tomar formas más originales, y la madera de fácil acceso se estableció como el material más utilizado, al menos en parte debido al sintoísmo por lo que se crearon las primeras esculturas sintoístas. La piedra apenas se usó en Japón.
La edad de oro de la escultura japonesa, especialmente durante el período Nara en el siglo VII, fue vista como diversa y madura bajo la influencia china de la dinastía Tang. Uno de los logros más notables de la época es el gran Buda, originalmente fundido en bronce, de más de 14 metros de altura en el Templo Tōdai-ji. En el período Heian, con el declive de las conexiones con Asia continental, la escultura se desarrolló en Japón, como otras formas de arte, de forma independiente. El escultor más notable de la época fue Jōchō, que vivió en el siglo XI, especializado en esculturas de templos y cuya obra maestra Amitābha fue hecha con la nueva técnica yosegi-zukuri (寄木造?). Su estilo fue ampliamente imitado. Durante el período Kamakura que siguió al período Heian, las nuevas influencias crearon un flujo más realista del sereno estilo contemplativo del período Heian, con maestros que incluían a Kōkei y sus discípulos Unkei y Kaikei. Estaban especialmente interesados en la reconstrucción de los grandes templos de Nara después de las Guerras de Genpei. Luego de esto, la escultura se volvió más centralizada y mediocre, en gran medida bajo la influencia del budismo zen, que fue en gran medida reticente.
Con la apertura de Japón a Occidente en el siglo XIX, la escultura no adoptó formas occidentales tan exitosamente como otras formas de arte. Algunos escultores, como Takamura Kōun, lograron combinar la tradición japonesa con un nuevo estilo occidental. Sin embargo, la escultura japonesa contemporánea no floreció hasta la década de 1950. Escultores japoneses contemporáneos notables incluyen Noguchi Isamu y Nagare Masayuki.

### Cerámica
La cerámica ha sido una forma de artesanía y arte extremadamente valorada en Japón. A diferencia de muchas otras artes tradicionales, la tradición de la cerámica japonesa sigue siendo innovadora y rica en cerámica: hay alrededor de 30 000 ceramistas independientes en el país. La estética japonesa, donde la asimetría e imperfección de la forma y el acristalamiento se ven como características que aumentan el interés, difieren de las occidentales. La producción de cerámica comenzó en Japón durante el período Jōmon, según el radiocarbono que data de hace aproximadamente 12 000 años, lo que haría que la cerámica japonesa sea la más antigua del mundo. Luego siguió el período Yayoi con un estilo sencillo y el período Kofun conocido por los haniwa (埴輪?) de terracota. A partir de los años 400, un nuevo tipo de cerámica se desarrolló bajo la influencia coreana, sueki (須恵器?). Las primeras influencias chinas significativas fueron asimiladas en el siglo VII. Aunque muy influenciada por la tradición coreana y china, la cerámica japonesa ha conservado en gran medida su originalidad. De la tradición anterior, nacieron seis conocidos centros de alfarería de la Edad Media, Seto, Tokoname, Echizen, Shigaraki, Tamba y Bizen, todos los cuales todavía producen cerámica.
A partir del siglo XVI, la cerámica en Japón se asoció específicamente con la ceremonia del té, en la que, en lugar de la cerámica china adornada, se inspiró en una tradición coreana más realista. Primero, la ceremonia del té usó cerámica de Seto, Shigaraki e Iga. Muchos ceramistas se trasladaron a la provincia de Mino y desarrollaron un nuevo tipo vítreo, Shino, Oribe y Karatsu, a su vez, saltó a la fama a través de los inmigrantes coreanos. Más tarde, especialmente la cerámica Raku se estableció para su uso en el té. Con el advenimiento del acristalamiento multicolor, las cerámicas más coloridas y decorativas también surgieron como una alternativa a través del Kyō-yaki (京焼?): sus diseñadores incluyeron a Nonomura Ninsei y Ogata Kenzan, quienes fueron influenciados por la pintura. La producción de porcelana en Japón comenzó en el siglo XVII, con un enfoque particular en la región de Arita (有田焼?). Se exportó una gran cantidad de porcelana al exterior; la porcelana de Kakiemon (柿右衛門?), como la de Delft y Meissen, tuvo un impacto significativo. La cerámica de arte japonés moderno del siglo XX ha producido más obras escultóricas y abstractas que simples utensilios.

### Caligrafía
El uso tradicional japonés del pincel tiende, de por sí, a complicar la caligrafía. Su arte se expresa en frases, poemas, historias, o incluso caracteres sueltos.

## Arquitectura

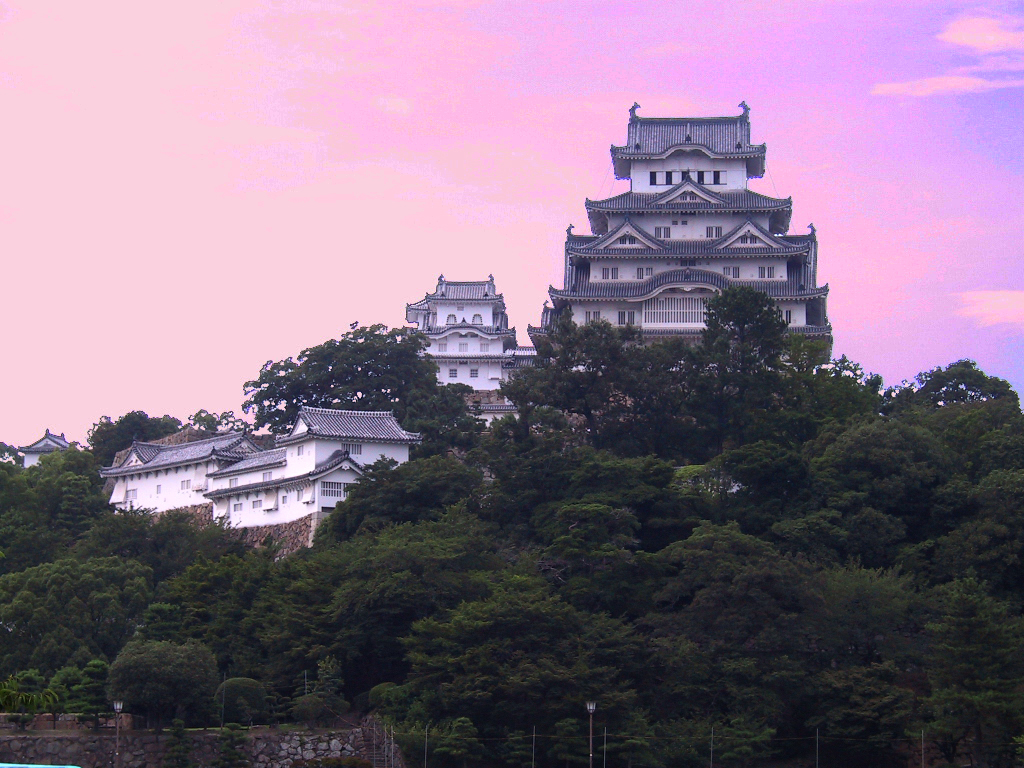
Construido a principios del, el Castillo Himeji ha sido considerado uno de los castillos japoneses más destacados.

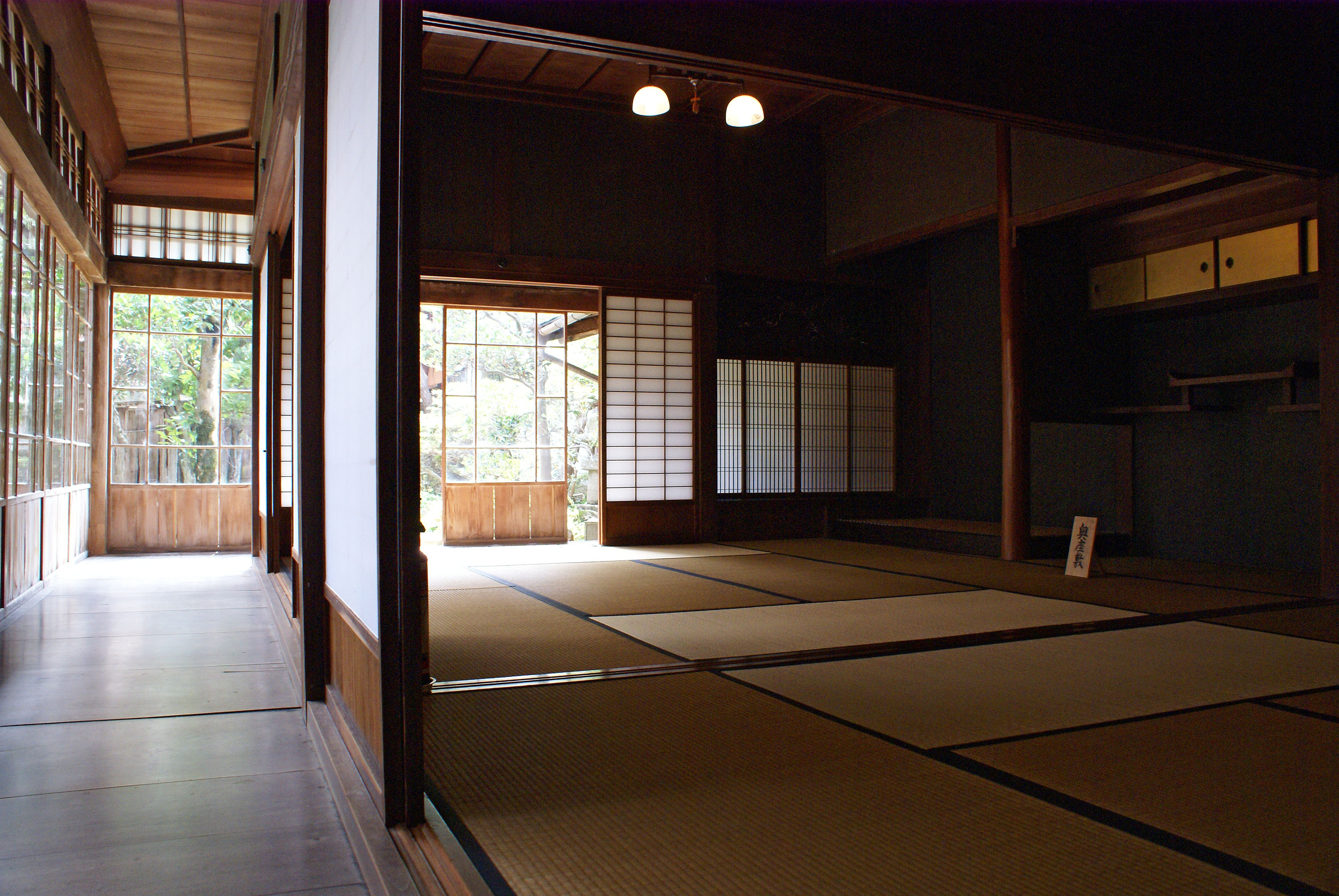
Edificio tradicional con colchoneta.

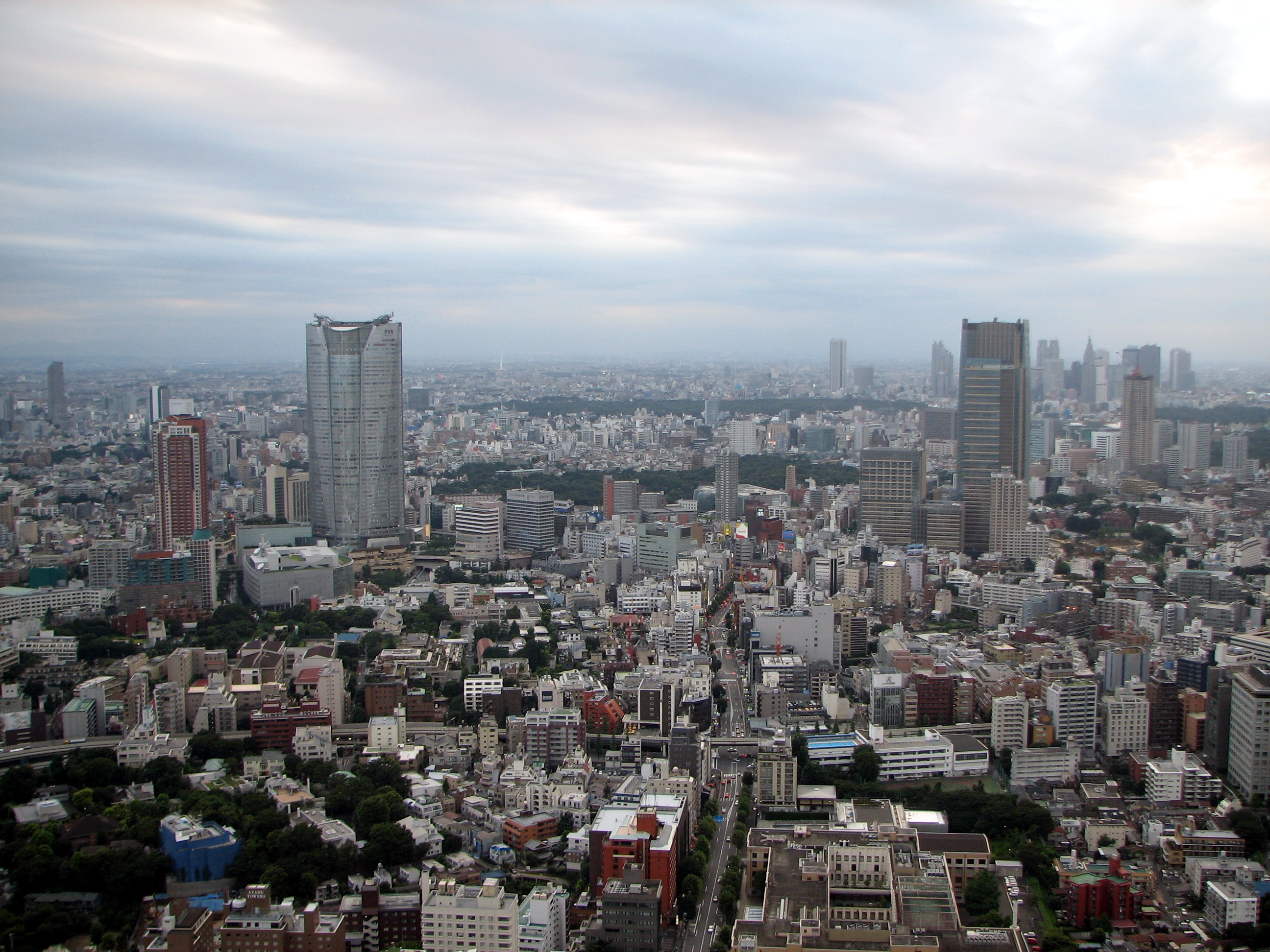
Área Roppongi de Tokio. La arquitectura posterior a la Segunda Guerra Mundial ha estado dominada por edificios prefabricados de elementos de hormigón y una fuerte urbanización.

El material de construcción utilizado tradicionalmente en Japón ha sido la madera. Las columnas de madera se han utilizado como estructuras de carga, lo que ha permitido una estructura interior flexible con paredes ligeras y móviles y una mejor resistencia a los terremotos. La decoración en la arquitectura tradicional más pura no es muy popular. Los rasgos característicos de los edificios han sido la fuerte rectangularidad y la posición dominante del techo como elemento visual.
La arquitectura japonesa ha sido particularmente influenciada por la arquitectura china, que es más ornamentada que la arquitectura japonesa. El lenguaje de diseño chino es más fuerte en la arquitectura budista, que comenzó con la llegada de la religión en el siglo V. Los primeros complejos de edificios budistas significativos incluyen el área de templos budistas más antigua de Japón, Hōryū-ji (法隆寺?) de principios del siglo VI y Tōdai-ji (東大寺?) del siglo VII. Sin embargo, incluso en los templos budistas, la arquitectura, como el diseño de los edificios, se modificó para adaptarse a los gustos japoneses. La arquitectura del santuario sintoísta, a su vez, nació de la tradición japonesa, aunque adoptó algunas características de la arquitectura budista. Sus unidades básicas son un edificio de madera con techo con vista a los pilares y un arco torii (鳥居?). Desde el período Heian, la arquitectura japonesa, como muchas otras formas de arte, se ha dividido en estilos chinos y japoneses: arquitectura pública con influencia china y una arquitectura residencial más informal, de estilo japonés.
El estilo clásico de la arquitectura residencial japonesa al comienzo del período Heian es el shinden-zukuri (寝殿造?) de clase alta, desarrollado a partir de la arquitectura religiosa. El estilo que precedió a la arquitectura residencial posterior se caracteriza por su horizontalidad, formas geométricas y el uso de materiales naturales en una estética sintoísta. Más tarde, el shoin-zukuri (書院造?), hecho para la clase militar y populares para ceremonias del té. La vivienda para la gente común se ajustó para adaptarse al entorno, y en el campo, los edificios a menudo incluían un área de trabajo en el suelo y una sala de estar de madera elevada desde el suelo. Durante el período Edo, la construcción de una clase mercantil próspera comenzó a asumir gradualmente características del estilo shoin de clase alta, como el uso del tatami (畳?) y tokonoma (床の間?), y se convirtió en una conocida arquitectura residencial tradicional japonesa. Sus características clave incluyen modificabilidad interior, estética sutil y sofisticada (shibui), colores rotos, Tatamit, puertas correderas shōji (障子?), paneles biombo, cama futón y tokonoma. En el interior, no se usan zapatos que se dejan en el pasillo del nivel inferior. La funcionalidad de un edificio en Japón está determinada principalmente por su practicidad en climas cálidos de verano y no en fríos invernales.
A medida que Japón se modernizó en la segunda mitad del siglo XIX, el país adoptó una tradición arquitectónica occidental. El predominio de la arquitectura pasó de ser maestros carpinteros a ser asesores de ingeniería y de arquitectura estatales a europeas. La nueva arquitectura japonesa moderna se manifestó, por ejemplo, en la reconstrucción del área de Tokio Ginza dirigida por Thomas Waters en la década de 1870, que marcó el comienzo de la era del uso del ladrillo rojo pero también marcó el declive de las habilidades de construcción tradicionales. Los primeros arquitectos japoneses importantes que adoptaron la arquitectura europea incluyeron a Tatsuno Kingo, quien diseñó la Estación de Tokio, y Katayama Tōkuma, quien diseñó el Palacio de Akasaka. Después de la Segunda Guerra Mundial, la escasez crónica de viviendas provocó la mecanización de la producción de la construcción y la desaparición de la arquitectura tradicional, haciendo innecesario el trabajo manual. La participación de los edificios de madera en la producción de construcción del país cayó del 86,2 % en 1963 al 46,3 % en 1983. La arquitectura pública moderna de la posguerra en Japón ha sido dominada por arquitectos formados internacionalmente, especialmente Kenzō Tange, el reconocido artista del hormigón Tadao Andō y Fumihiko Maki.

## Vestimenta

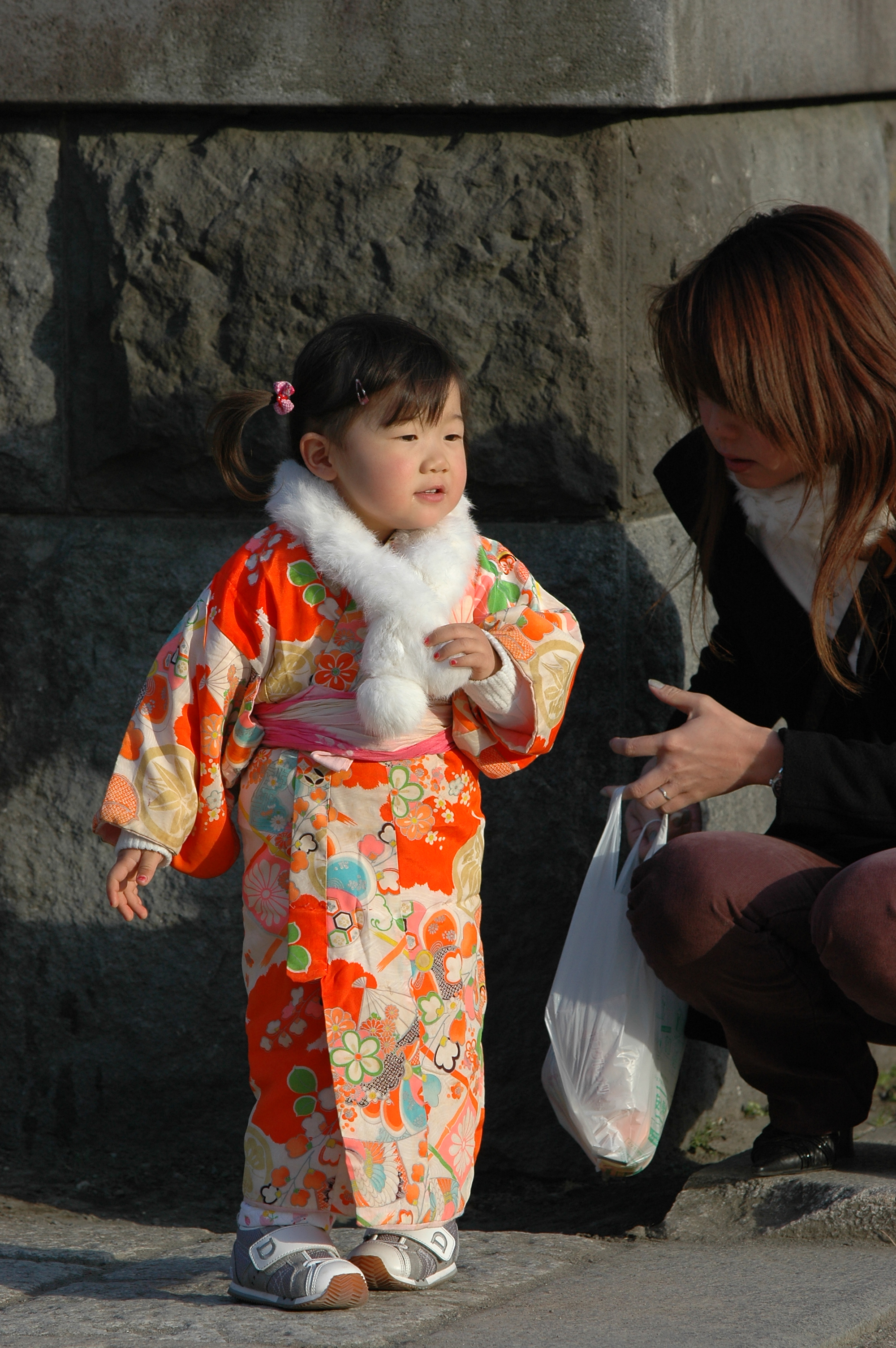
Una niña usando un kimono.

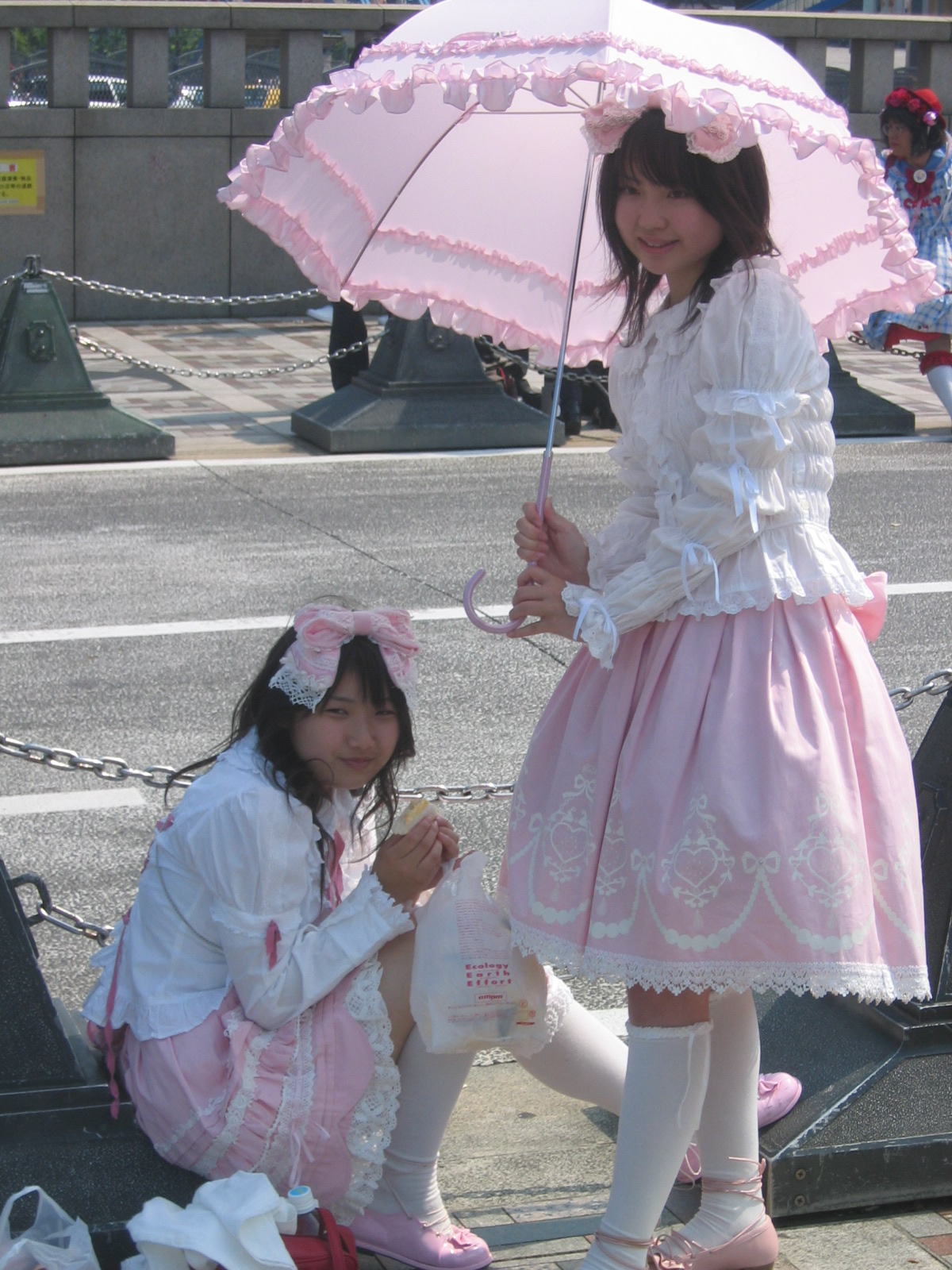
Chicas vestidas de lolita.

En Japón se pueden encontrar dos tipos de vestimenta: la tradicional y la moderna. En el vestuario tradicional se destaca el kimono (着物?  literalmente 'cosa para vestir'), que es una prenda llamativa larga usada por mujeres, hombres y niños en ocasiones especiales, la cual consta de un fondo, un forro y la parte llamativa superior. También las mangas del kimono diferencian a las mujeres casadas de las solteras. El kimono ya casi no se utiliza por su dificultad de uso, incluso en la antigüedad había gente que se dedicaba a vestir a las personas con kimonos. Otras prendas usadas por los japoneses son: la yukata (浴衣?), que es un kimono ligero de verano; la hakama (袴?), una prenda ceremonial; el jinbei (甚兵衛, 甚平?), prenda masculina ligera usada como pijama; y el jūnihitoe (十二単?), una prenda femenina similar a un kimono y usada por las nobles.
Entre los cinturones y fajas tradicionales, están el obi (帯?), que se usa junto con el kimono, la hakama y la yukata. En cuanto a los calzados tradicionales, están: el tabi (足袋?) y el jika-tabi (地下足袋?), que son las medias tradicionales; el zōri (草履?), que son usados como sandalias; el geta (下駄?), una especie de zueco; y el waraji (草鞋?), que es una sandalia usada por los monjes budistas.
Con respecto al vestuario moderno japonés, existen algunas tendencias como el ganguro (ガングロ?), que es una moda femenina caracterizada por usar ropa de diseñadores, tener la piel bronceada y adoptar el uso excesivo de accesorios. Otra moda moderna en Japón es la moda lolita (ロリータ・ファッション rorīta fasshon?), que está inspirado en la moda victoriana infantil con elementos del Rococó y que ha tenido derivaciones de las subculturas gótica, punk, meido, etc. Curiosamente, el uniforme escolar japonés se ha tomado como una variante especial del vestuario juvenil, que está muy plasmado en los medios de comunicación japoneses. Otra manera de moda moderna que se inició en Japón es el cosplay (コスプレ kosupure?), que consiste en disfrazarse de algún personaje que aparezca en algún medio de comunicación japonés: anime, manga, videojuegos y vídeos musicales, entre otros. Sin embargo, la manera de vestir de los japoneses suele ser muy correcta. las mujeres acostumbran a llevar todas zapatos de tacón, y la mayor parte de ellas visten faldas o vestidos, o pantalones anchos. Sus prendas no acostumbran a revelar mucha piel. Un aspecto chocante de los japoneses y de Japón en general, es la falta de olores. Los japoneses no desprenden olor a perfumes, igual que las tiendas. Acostumbran a llevar perfumes muy sutiles para no molestar a las personas que les rodean.

## Gastronomía

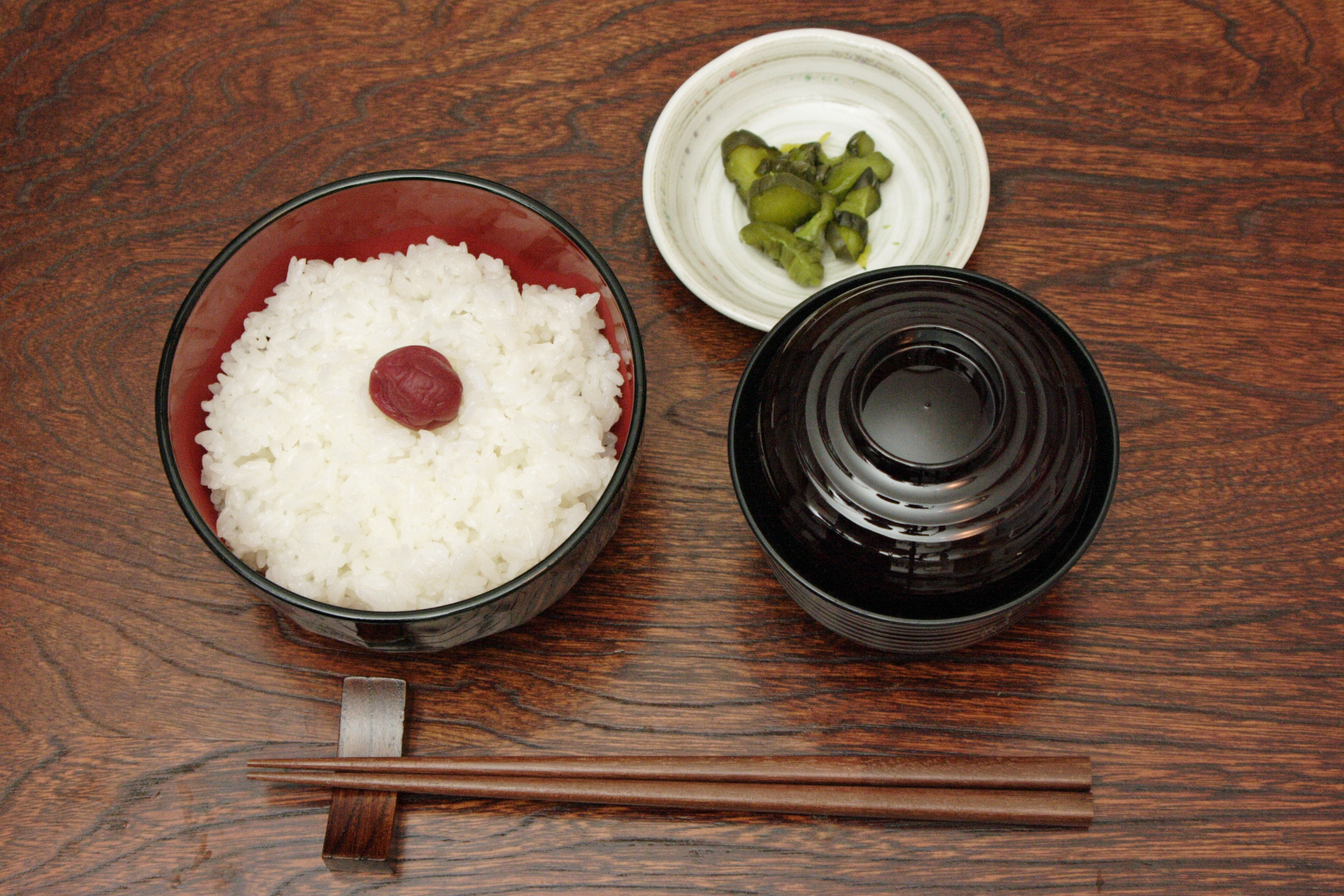
Ichijū-issai: arroz, sopa y okazu.

La gastronomía japonesa posee un largo pasado culinario que se ha desarrollado en una gastronomía sofisticada, refinada y especializada para cada estación. Es similar a la gastronomía china con respecto a los alimentos básicos o shushoku (主食?), que están basados en cinco alimentos ricos en carbohidratos (五穀: 米, 麦, 粟, 豆, 黍 o 稗): arroz, trigo y avena (plantas del género Setaria), y frijol y mijo común (plantas del género Echinocloa). Los platos, conocidos como okazu (おかず?), tienen la función de dar sabor a la comida principal, y por lo general son salados.
Una comida japonesa estándar siempre consiste de una taza de arroz japonés (gohan) como shushoku, y de acompañamiento tsukemono (encurtido), que es una taza de sopa y una variedad de platos okazu como pescado, carne, vegetales, etc. También se tiene como costumbre nombrar las comidas dependiendo de la cantidad de okazu que acompañan al arroz y a la sopa. La más sencilla es la ichijū-issai (一汁一菜?  'una sopa, un plato'), pero la comida tradicional es la ichijū-sansai (一汁三菜?  'una sopa, tres platos'), en la que cada plato se realiza con una técnica de cocinado diferente. También cabe destacar que, como Japón es una isla-nación, se consume mucho marisco.
Entre los shushoku más usados están: el arroz japonés (gohanmono); el congee (粥?), que es gacha de arroz japonés; el donburi (丼?), que es arroz con carne o vegetales juntos en una misma taza; y el popular sushi (寿司?), que es arroz cocido acompañado con pescado, carne o vegetales. Otros alimentos principales son los fideos japoneses tales como el soba (蕎麦?), el udon (うどん?) y el ramen (ラーメン?), entre otros. Un último componente que es shushaku es el pan japonés, sobre todo el pan de curry (カレーパン karē pan?) y el anpan (あんパン?), que es un pan dulce relleno con pasta de azuki.
En cambio, los okazu más conocidos son: el agemono, que son alimentos fritos como el korokke (コロッケ?), el tempura (てんぷら?), el tonkatsu (豚カツ?), etc.; el yakimono, alimentos con pan frito o en parrilla, como el okonomiyaki (お好み焼き?), el teriyaki (照り焼き?), el takoyaki (たこ焼き?), el yakitori (焼き鳥?), etc.; el nabemono, alimentos servidos "al vapor", como el sukiyaki (すき焼き?), el oden (おでん?), etc.; el nimono, que son estofados como el nikujaga (肉じゃが?), el sōki (ソーキ?), etc.; y el itamemono, que son comidas revueltas como el chanpurū (チャンプルー?), etc.
El sashimi (刺身?), que es marisco cortado en rodajas, también es considerado un okazu. Otros platos okazu son: los suimono y shirumono, que son sopas como la sopa de miso (味噌汁 misoshiru?), el zōni (雑煮?), etc.; las picadas y comidas saladas como el tsukemono (漬物?), los encurtidos, el ikura (いくら?  , hueva de salmón), etc.; el natto (納豆?), soya fermentada; y el chinmi, comidas regionales.
Acompañando al okazu existen otros elementos dentro de la gastronomía japonesa. Los dulces y aperitivos más conocidos son los wagashi (和菓子?), que son aperitivos tradicionales. Entre ellos están: el anmitsu (あんみつ?), el postre más conocido del país; el kakigori (かき氷?), hielo saborizado bien picado; el kompeitō (金平糖?), un confite japonés; y el pan de melón (メロンパン?), entre otros. Otros dulces son los dagashi, que son alimentos de antaño, y los yōgashi, dulces de origen occidental tales como el castella (カステラ?), que es un dulce esponjoso traído por los portugueses.
En cuanto a las bebidas tradicionales, el té verde tiene predominio en las bebidas no alcohólicas, aunque existen otras bebidas como el ramune (ラムネ?) o el calpis (カルピス?). Con respecto a las bebidas alcohólicas, se destacan el sake (酒?), el shōchū (焼酎?), el awamori (泡盛?) y el umeshu (梅酒?).

## Idioma

La palabra Nihon (Japón) escrita en kanji.

Un gran porcentaje de la población del país (alrededor de 127 millones de personas) hablan el idioma japonés, que constituye actualmente el noveno idioma más hablado en el mundo, por lo que, al comprender el idioma, también se comprendería una gran parte de la cultura del país. Este idioma y sus dialectos locales están muy relacionados con las lenguas ryukyuenses, habladas en las Islas Ryukyu, al sur del país, y que conglomeran la familia de lenguas japónicas. Aun así, existen teorías que consideran al japonés como una lengua aislada o que está conectada con la familia de lenguas uro-altaicas o con las lenguas austronesias del Pacífico.
El idioma japonés es una lengua aglutinante que posee un sistema de escritura complejo, con tres tipos de glifos: los caracteres chinos, llamados kanji (漢字?), que fueron introducidos en el siglo V desde China; y dos silabarios: hiragana (平仮名?) y katakana (片仮名?), creados en Japón en el siglo IX. También se utiliza el alfabeto latino, pero en pocas ocasiones.
El vocabulario del japonés está basado en palabras autóctonas del japonés, llamadas wago (和語?), y voces derivadas del chino, llamadas kango (漢語?). Sin embargo, el japonés ha tenido préstamos de palabras de otros idiomas, sobre todo europeos, llamados gairaigo (外来語?); en su mayor parte, provienen del inglés, y también del portugués, del francés, del neerlandés, del alemán y del ruso. A su vez, el idioma japonés ha brindado palabras a otros idiomas; términos de origen japonés usados en español son futón, kamikaze, karaoke, kimono, samurái, sensei, sushi y tsunami, entre otros.

## Medios de comunicación

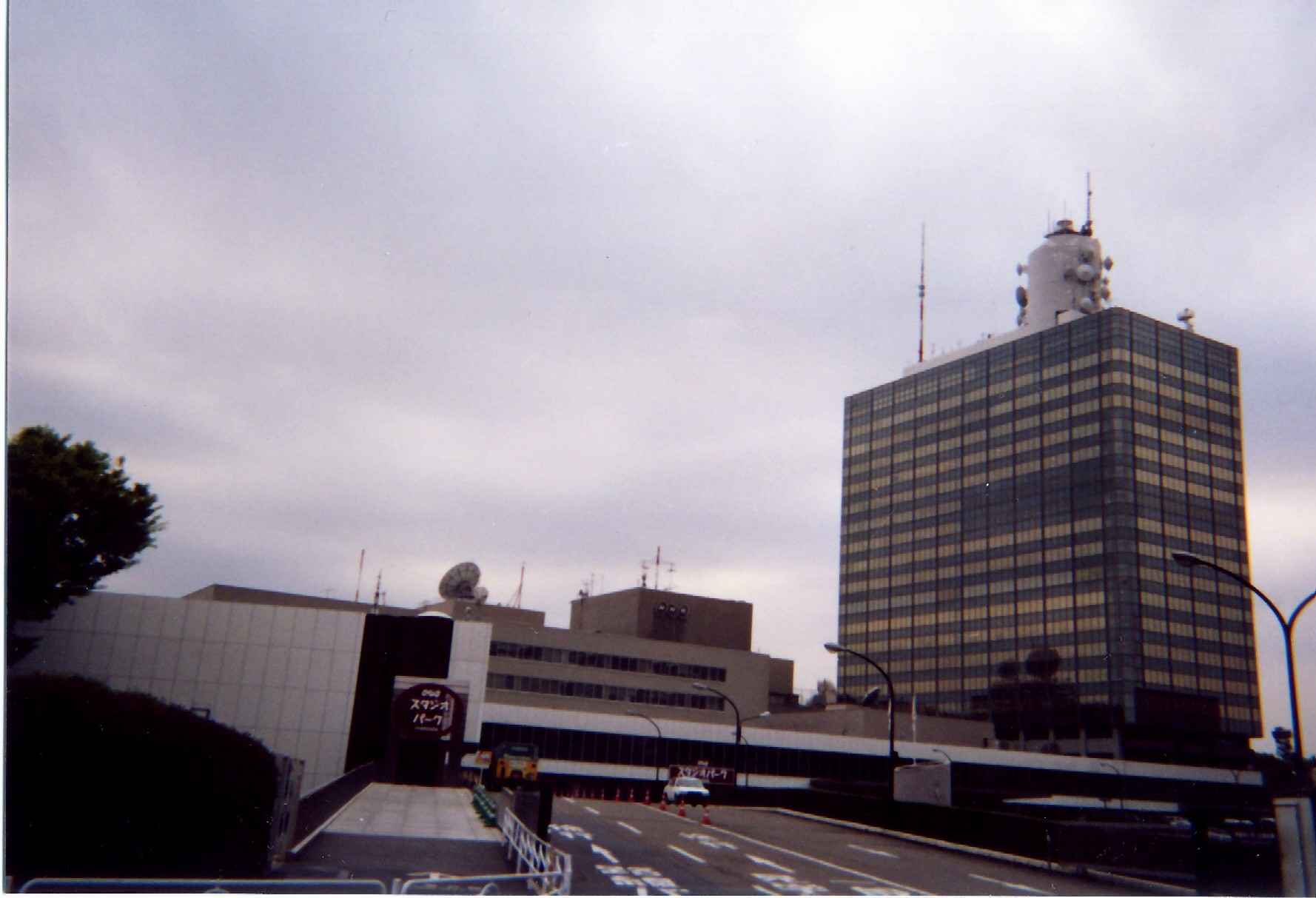
Sede de la cadena NHK en Tokio.

En Japón existen alrededor de 100 millones de equipos de televisión en uso, y se considera como la principal forma de entretenimiento e información de la población. La programación de televisión es bastante variada, sobre todo con anime, deportes, dramas, juegos y noticias, entre otros. Existen seis redes nacionales de televisión: NHK (日本放送協会 Nippon Hōsō Kyōkai, que es el servicio nacional de televisión pública?), Nippon TV (日本テレビ Nihon Terebi?), Tokyo Broadcasting System (東京放送 Tōkyō Hōsō?), Fuji TV (フジテレビジョン Fuji Terebijon?), TV Asahi (テレビ朝日?) y TV Tokyo (テレビ東京?). Entre las cadenas de televisión por cable y satélite más importantes se encuentran PNE y SKY Perfect TV.
En cuanto a la radio, las principales cadenas son la NHK, la Japan Radio Network y la National Radio Network. Existen cinco periódicos importantes a nivel nacional: Yomiuri Shimbun (読売新聞?), el más importante del país, Asahi Shimbun (朝日新聞?), Mainichi Shimbun (毎日新聞?), Nihon Keizai Shimbun (日本経済新聞?) y Sankei Shimbun (産経新聞?). En cuanto a periódicos regionales, se encuentran el Tokyo Shimbun (東京新聞?), el Chunichi Shimbun (中日新聞?), el Nishinippon Shimbun (西日本新聞?) y el Hokkaido Shimbun (北海道新聞?). Existen, además, periódicos en inglés como el The Japan Times.

## Cultura popular y entretenimiento

### Música

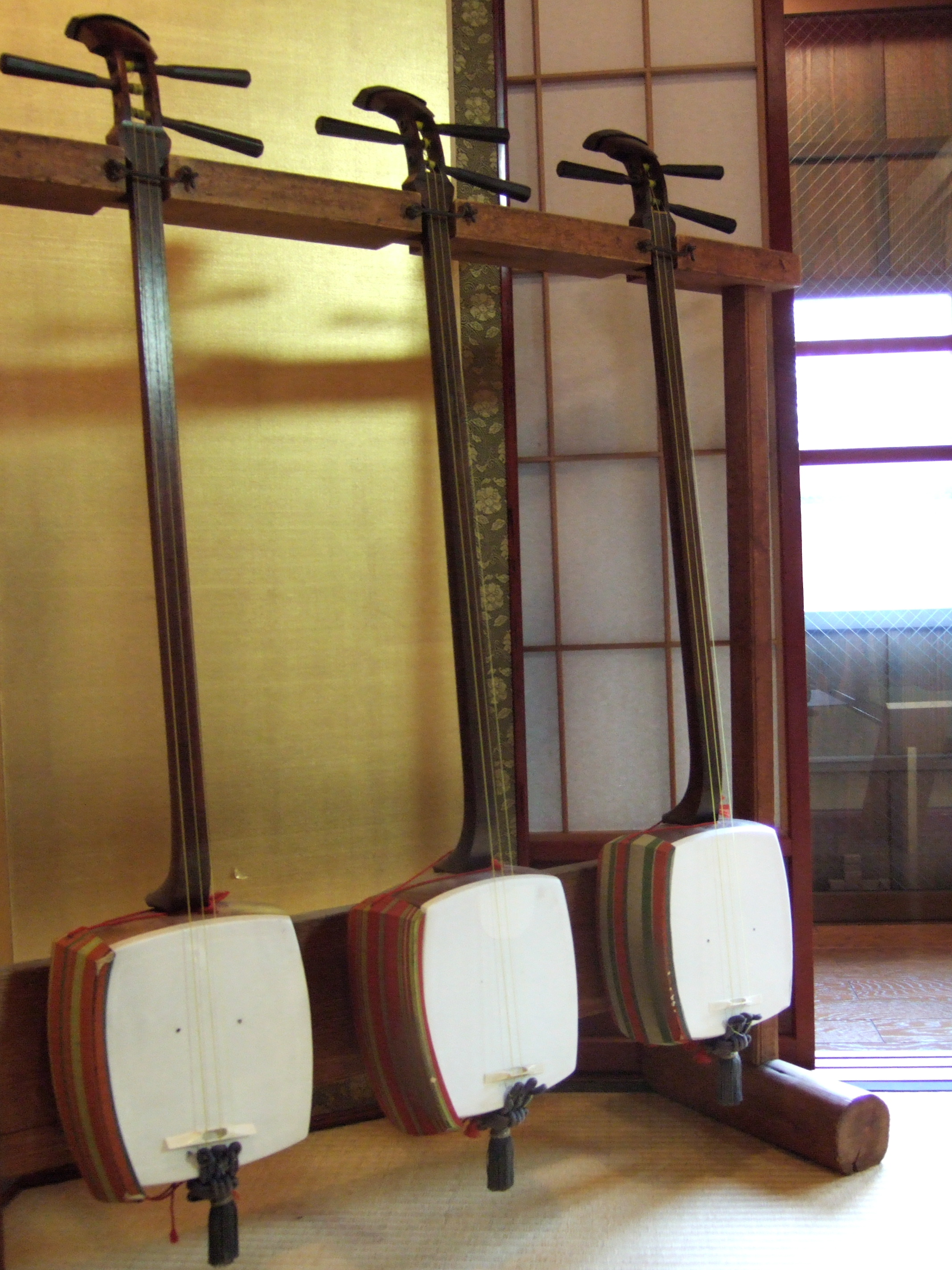
Tres shamisen.

Una variedad de tradiciones musicales e instrumentos musicales llegaron a Japón desde el continente asiático a una edad temprana, a más tardar en los años 400. Sin embargo, la información sobre la música anterior al 700 se basa casi por completo en la arqueología. A través de Corea, se adoptó el teatro musical gigaku (伎楽?) con influencias de Asia Central, y el popular teatro musical chino sangaku (散楽?), que más tarde se convirtió en un sarugaku (猿楽?) en Japón. El término gagaku (雅楽?), en su sentido más amplio, abarca casi toda la música de la corte imperial, influenciada por numerosas tradiciones asiáticas. Gagaku incluye música ceremonial, música de entretenimiento, pistas de conciertos y música de acompañamiento de baile. Gagaku ha sobrevivido hasta nuestros días. Sus diferentes géneros tienen sus propias orquestas e instrumentos musicales, incluidos instrumentos de percusión (dadaiko (鼉太鼓?)), instrumentos de cuerda (wagon-koto, sō-koto y biwa (琵琶?)) e instrumentos de viento (hichiriki (篳篥?), kagurabue (神楽笛?), komabue (高麗笛?), ryūteki (龍笛?) y shō (笙?)). Gagaku es puramente instrumental pero también incluye voces (saibara (催馬楽?) y rōei (朗詠?)). La recitación budista (shōmyō (声明?)) también tuvo un papel importante en el desarrollo de la música. Fue el lugar de nacimiento del Cantar de Heike donde los biwa hōshi (琵琶法師?) lo interpretaban acompañados de una biwa.
Durante el período Edo, evolucionaron tres instrumentos importantes: koto (箏?), shakuhachi (尺八?) y shamisen (三味線?). El país comenzó a crear instrumentos a mediados del siglo XVII, que se volvieron populares entre las clases urbanas. En las islas Ryūkyū el shamisen sustituyó al biwan en los bunraku, kabuki y por las geishas durante sus actuaciones. Shakuhachi es una flauta de bambú que fue utilizada por los monjes budistas en el siglo XVII y que también se usa hoy en día en la música popular. La música folclórica japonesa (min'yō (民謡?)) incluyen flautas de bambú y percusión.
La apertura de Japón a Occidente también significó una revolución en la escena musical del país. La música clásica occidental se ha convertido en una parte central de la educación musical y Japón tiene una serie de músicos, compositores y directores de arte expertos y de renombre internacional. La ópera occidental también ganó popularidad. La balada Enka se desarrolló a principios del siglo XX y fue un género particularmente popular después de la Segunda Guerra Mundial. Inspirado en la música de The Beatles y The Rolling Stones, durante los años 1960 nació el género Group Sounds, con The Tigers y The Spiders. Posteriormente el rock y los idols aparecieron en los años 1970 y en la década de 1980, la banda de electropop Yellow Magic Orchestra logró éxito internacional. Mientras el J-pop dominó las listas en la década de 1990. Hoy, todos los géneros imaginables están representados en Japón: rock (J-rock), pop (J-pop), hip hop, metal, ska (J-ska), jazz, reggae. y etc. Los artistas y bandas populares de los últimos años han incluido a Ayumi Hamasaki, Kumi Kōda, Morning Musume, Dragon Ash, Mai Kuraki, Glay y Hikaru Utada, cuyo álbum debut First Love vendió casi ocho millones de copias. La cadena HMV compiló una lista de los artistas de pop más populares de Japón de todos los tiempos, encabezada por la banda de pop rock Southern All Stars, Yellow Magic Orchestra, Yumi Matsutōya, Happy End y Hibari Misora.

### Danza
En Japón, se practican muchas formas diferentes de danza tradicional junto con la danza moderna. En la danza tradicional japonesa, los movimientos son relativamente limitados, incluso debido al disfraz: los pies no se levantan del suelo, el cuerpo se mantiene recto y los gestos se hacen a mano. La cara no suele expresarse. El uso de máscaras en la danza también ha influido en estas características. Las primeras danzas japonesas fueron las danzas rituales cuyo objetivo principal era la purificación. El primer género de baile de máscaras, el gigaku (伎楽?), fue traído a Japón desde Corea a principios de los años 600 y trataba temas budistas. Durante los siglos siguientes, se importó de Asia continental una variedad de estilos de baile conocidos como bugaku (舞楽?), realizados en patios, santuarios y monasterios. En el siglo XIV, el teatro nō (能?) nació de la tradición de la danza anterior, donde la danza desempeña un papel central. El teatro kabuki (歌舞伎?), que tomó prestados sus pasos de bailes, la superó en popularidad durante el período Edo.
Desde el siglo XIX, la danza occidental se adoptó en Japón junto con los bailes tradicionales. El pasatiempo de baile de salón de primera clase comenzó en 1883 en Rokumeikan (鹿鳴館?). La presentación profesional de ballet comenzó en el Teatro Jardín Imperial, inaugurado en 1911 con estilo occidental. La danza contemporánea japonesa tomó formas más originales en la década de 1970, especialmente el ankoku butō (暗黒舞踏?) creado por Tatsumi Hijikata.

### Teatro

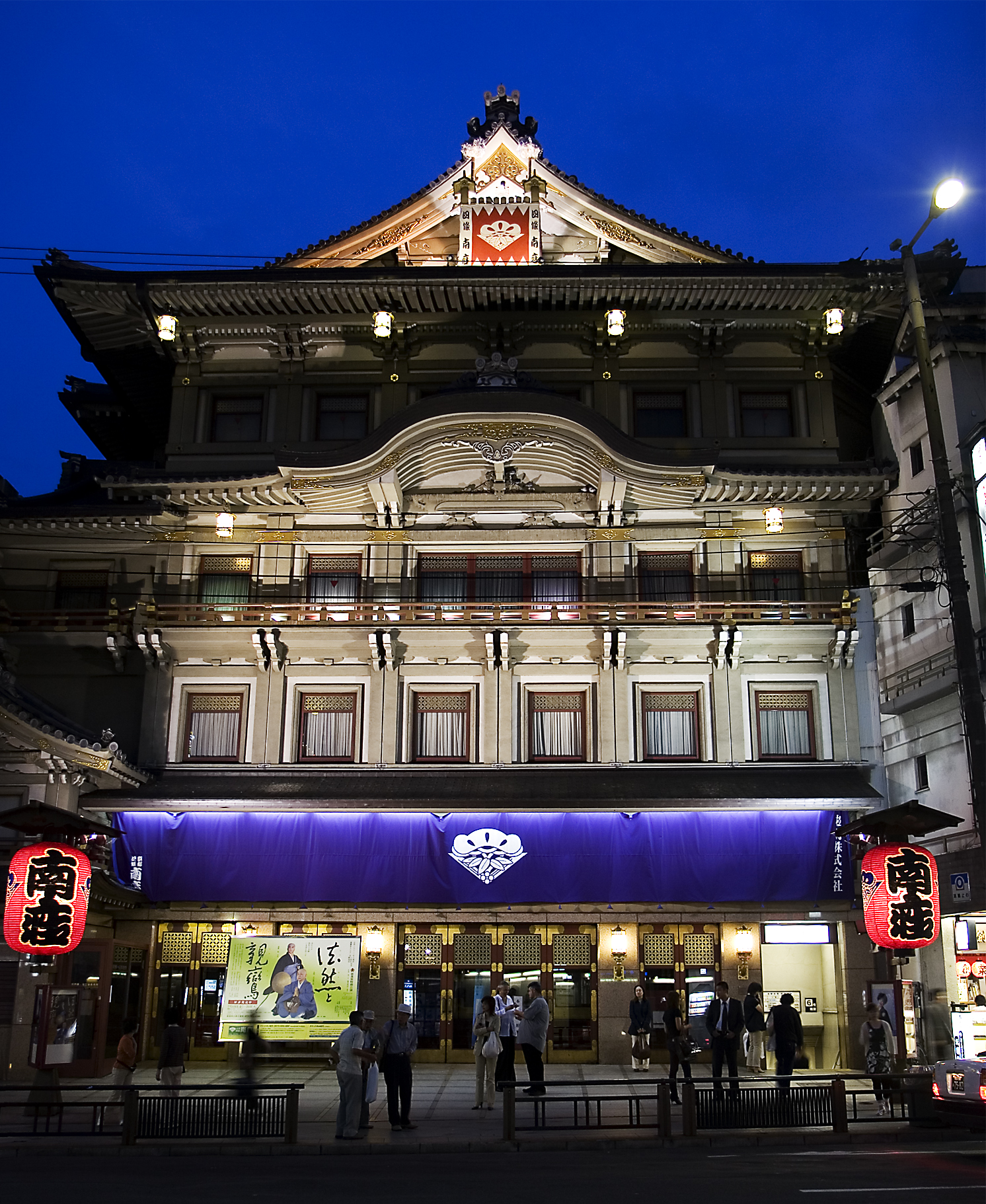
Minami-za en Kioto es el teatro kabuki más antiguo de Japón.

El teatro tradicional japonés no está destinado a ser leído, sino a ser interpretado y visto. Hay cuatro formas de teatro clásico en Japón. Los mayores de son: nō y kōgen, nacieron en el siglo XIV, aunque varias formas de entretenimiento se realizaron siglos antes. Uno de los pioneros fue Kan'ami, que creó el 猿楽 (sarugaku?) una forma de teatro que combina la música y baile 曲舞 (kusemai?) y la danza 田楽 (dengaku?), y su hijo Zeami Motokiyo, quien continuó el trabajo de su padre en un fuerte ambiente budista zen. Los textos de nō son cortos, los actores disfrazados y siguiendo un patrón similar son extremadamente vagos, estilizados y simbólicos. Las obras de comedia 狂言 (kyōgen?) se realizaron originalmente entre obras nō. Se basan en dos personajes principales y se presentan en pequeñas escenas sin máscaras. En muchos casos, el teatro clásico ha conservado una forma notablemente similar durante varios siglos.
En el siglo XVII, el teatro kabuki y el teatro de marionetas 文楽 (bunraku?) se convirtieron en formas populares de entretenimiento. El bunraku nació en Osaka con una balada 浄瑠璃 (jōruri?), muñecas y música shamise. Fue desarrollado especialmente por el cantante Takemoto Gidayū y el dramaturgo Chikamatsu Monzaemon. El kabuki nació de una serie de presentaciones de estilo giratorio de grupos de mujeres, pero gradualmente los hombres se establecieron como actrices, interpretando papeles femeninos y masculinos. En el kabuki, el movimiento y la música juegan un papel importante. Las actrices tienen voces artificialmente altas, gestos exagerados y disfraces lujosos. También incluye tecnología innovadora y avanzada para escenarios.
El kabuki influyó mucho en el nacimiento del teatro moderno japonés y sigue siendo popular. El término genérico para un teatro contemporáneo realista más nuevo y de estilo occidental es 新劇 (shingeki?), el «nuevo drama». Otros dos géneros, 新派 (shinpa?) que usaban actrices femeninas y hoy en día el perdido shinkokugeki, fueron influenciados por él y kabuki. En la década de 1960, nació el teatro Angura, ahora conocido como shōgeki. El papel del dramaturgo ha sido más fuerte en el teatro shingeki y muchos novelistas famosos han producido obras de shingeki. Después de la Segunda Guerra Mundial, el dramático crecimiento del drama condujo a una revolución en el teatro moderno ortodoxo: los escritores jóvenes rompieron las prácticas del drama psicológico y realista anterior y crearon una nueva estética y líneas argumentales sofisticadas que mezclaban la fantasía con la realidad. Los dramaturgos posteriores adoptaron un enfoque más ligero, y en la década de 1990, el teatro fue criticado por confiar en la programación de entretenimiento. El teatro contemporáneo japonés ha conservado en gran medida el interés del teatro tradicional en posturas y visuales.

### Cine

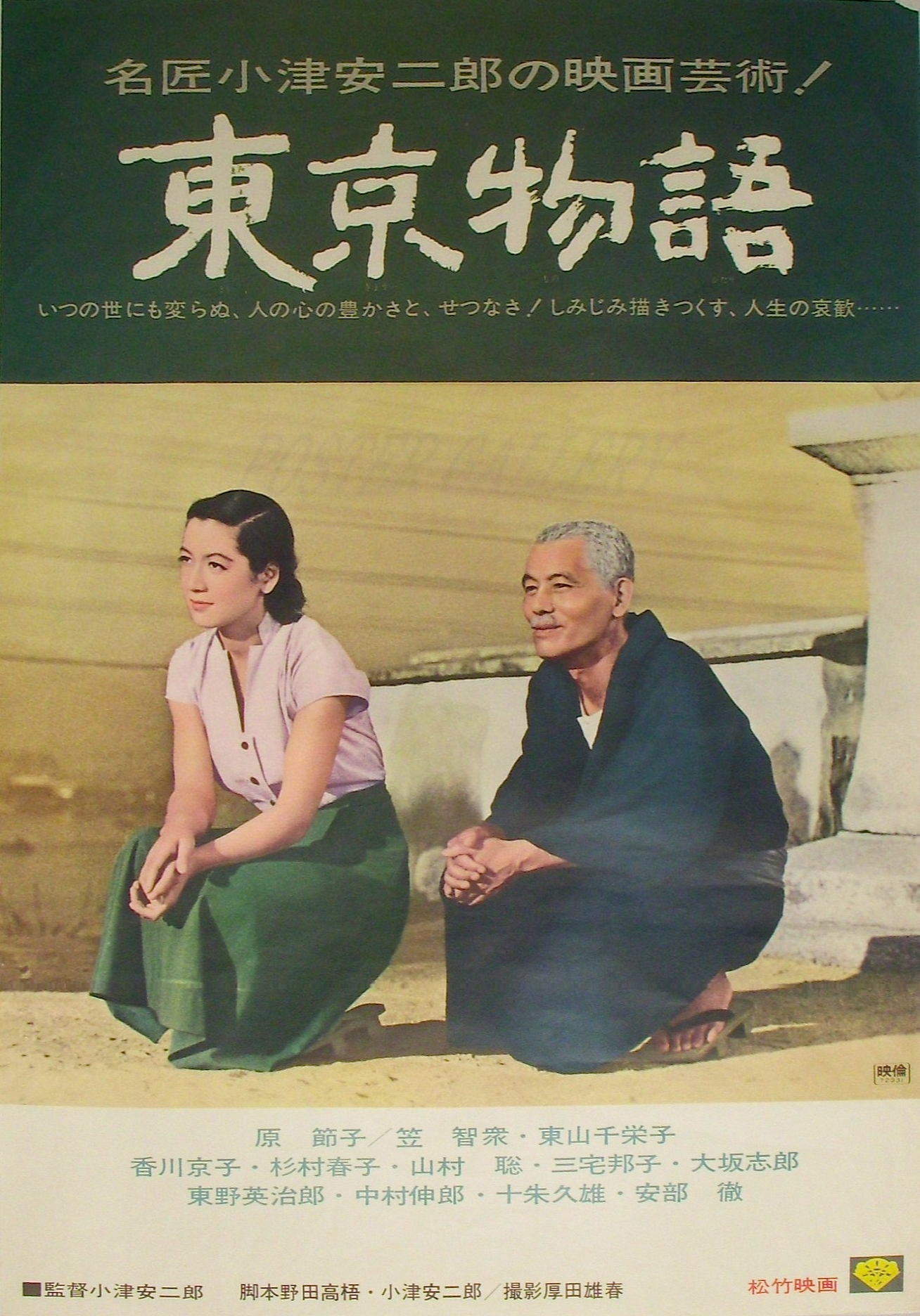
Un póster de la película Tōkyō monogatari.

Las primeras películas de Japón se hicieron a finales del siglo XIX. Los primeros trabajos fueron documentales de vida callejera y espectáculos de danza de geishas. El límite entre el teatro y la película estaba borroso: gran parte de la película representaba actuaciones de kabuki y los narradores de 弁士 (benshi?) desempeñaban un papel destacado. Los mejores narradores fueron celebridades como estrellas de películas, y solo desaparecieron con la cine sonoro en la década de 1930. La industria cinematográfica del país creció significativamente como resultado de la urbanización y el surgimiento de la cultura de masas, produciendo más de diez mil películas entre finales de la década de 1920 y la Segunda Guerra Mundial. La corta feliz década de 1920 terminó con el gran terremoto en Kantō, después de lo cual el público comenzó a favorecer temas más serios: drama histórico y romance. Durante la recesión, los directores comenzaron a abordar la difícil situación de la clase media baja y la población trabajadora, así como la difícil situación de la mujer japonesa. Después de que comenzó la guerra, la película fue utilizada para propaganda.
La edad de oro del cine japonés fue en la década de 1950. Akira Kurosawa realizó sus primeros largometrajes en la década de 1940 y ganó el León de Plata en el Festival Internacional de Cine de Venecia con Rashōmon (1950). Otras de sus obras maestras son Vivir y Los siete samuráis. Kenji Mizoguchi comenzó a trabajar, a su vez, ya en la década de 1920 que representa el destino de las mujeres en particular, su obra más famosa también ganó un León de Plata, Los cuentos de la luna pálida. Sin embargo, Yasujirō Ozu es considerado por muchos como el director más importante, que creó representaciones minimalistas de una familia japonesa. Su película Tōkyō monogatari fue su cinta más famosa. Con la llegada de la televisión en la década de 1960, la importancia del cine disminuyó y las ventas de boletos cayeron a un quinto de su pico. La producción más cara fue reemplazada por gánsteres, películas para adolescentes y temas de monstruos. El cine japonés ha sido considerado vital por directores independientes como Nagisa Ōshima, Shōhei Imamura y Jūzō Itami.

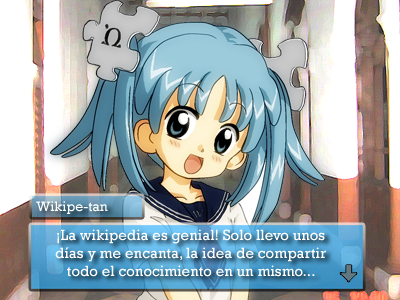
Escena de una novela visual.

Una amplia variedad de tipos de entretenimiento existen en Japón. Incluye una extensa colección de música, películas, los videojuegos y una gran industria concentrada en el manga (漫画?  , cómic japonés) y el anime (アニメ?  , dibujo animado japonés), propios del país y que han tenido una gran aceptación mundial. Otra forma de entretenimiento japonés conocido globalmente es el karaoke (カラオケ?), que consiste en que un cantante aficionado canta una canción sin vocalización y cuya letra se muestra en una pantalla, para que el cantante lo pueda leer.

### Juegos tradicionales
Muchos de los juegos tradicionales japoneses son para niños tales como el Kagome Kagome (かごめかごめ?) o el jankenpon (じゃん拳?  , conocido en español como piedra, papel o tijera); aunque también hay juegos de cartas como el hanafuda (花札?) y menko (めんこ?); juegos de palabras como el henohenomoheji (へのへのもへじ?), que es la confección de caras mediante caracteres hiragana o el kaibun (回文?), que es un juego de frases palíndromas. Sin embargo, los juegos de mesa son los que más destacan, tales como el go (囲碁?  , originario de China), un juego de estrategia con fichas y el shōgi (将棋?), que es una variante japonesa del ajedrez.

### Geinōkai
El geinōkai (芸能界?) es el mundo del entretenimiento japonés, que concentra todo lo relacionado con las películas, radio, televisión (que incluye los talk shows) e Internet. Geinojin (芸能人) se refiere a las personas que trabajan en esta especialidad, aunque son conocidas con el nombre de tarento (タレント?); y es una adaptación de la palabra inglesa talent y se refiere a las personas que aparecen en televisión cada noche, pero que no son actores, cantantes o modelos. Los tarento usualmente aparecen en presentaciones diversas; y como curiosidad, existen talentos no japoneses, conocidos como gaijin tarento (外人タレント?), que aparecen comúnmente en programas japoneses.

## Deporte
En Japón existe una diversidad de deportes tanto tradicionales como modernos, estos últimos han aparecido con posterioridad a la Restauración Meiji; ambas maneras tienen una gran aceptación entre la población japonesa y son muy practicadas desde temprana edad. Con respecto a los deportes tradicionales no marciales podemos destacar la cetrería, la caza, competencia de cometas, el kemari (蹴鞠?), que es un antiguo juego de pelota y el yabusame (流鏑馬?  , arquería japonesa). Entre las numerosas artes marciales japonesas, que son deportes tradicionales, tenemos entre las más importantes el aikido (合氣道 aikidō?, deporte de contacto), el iaido (居合道 iaidō?, manejo de la espada japonesa), el judo (柔道 jūdō?, deporte de contacto), el jujutsu (柔術 jūjutsu?, deporte de contacto), el karate (空手?  , deporte de contacto), el kendo (剣道 kendō?, esgrima japonesa), el kenjutsu (剣術?  , manejo de la espada japonesa), el shurikenjutsu (手裏剣術?  , manejo del shuriken o cuchilla japonesa) y el popular sumo (相撲 sumō?, deporte de contacto).
Entre los deportes modernos se han importado el béisbol, el fútbol, el baloncesto, el voleibol, el tenis de mesa, el rugby y el fútbol australiano; también se practican el automovilismo y el motociclismo. Existen también algunos deportes modernos originales de Japón como el ekiden (駅伝?), que es una carrera de larga distancia; el keirin (競輪?), que es un deporte de bicicletas y el soft tennis (ソフトテニス sofuto tenisu?), que es un juego de raqueta que usa una pelota de caucho.
En Japón se han presentado eventos deportivos importantes tales como los Juegos Olímpicos de Tokio 1964, los Juegos Olímpicos de Sapporo 1972 y los Juegos Olímpicos de Nagano 1998. También organizó la Copa Mundial de Fútbol de 2002 junto con Corea del Sur.

## Religión

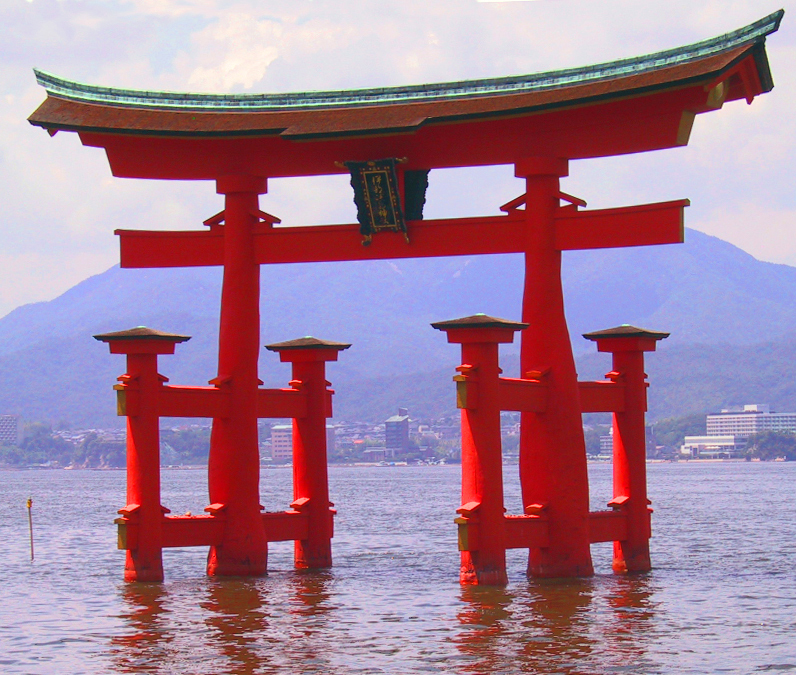
Torii del Templo Itsukushima, un templo shinto en Hiroshima.

La mayoría de los japoneses no están afiliados a una religión en particular, a su vez ellos incorporan varias características de muchas religiones en su vida cotidiana y que dicho proceso es conocido como sincretismo, y por ende celebran festivales pertenecientes a diferentes religiones, tales como el budismo, el cristianismo y la religión shinto.
Una de las religiones más practicadas en Japón es el Shinto (神道 Shintō?), que es a la vez la religión nativa de Japón y que es exclusivo de ese país, fue la única religión que existía antes de la llegada del budismo a Japón y marcó notablemente la mitología japonesa. Involucra una religión politeísta que se realiza en los templos shinto o jinja (神社?), y que se basa en cuatro afirmaciones: tradición y familia, amor a la naturaleza, purificación y la celebración de las festividades tradicionales. No posee ningún canon o libro sagrado, y es una religión que no está interesada en acrecentar su número de fieles, por ende dicha religión no se ha expandido a nivel mundial. Fue una religión estatal desde la Era Meiji hasta el comienzo de la Segunda Guerra Mundial, y en esa época proscribía otras religiones; sobre todo con el budismo japonés, religión que estaba muy asimilado con este y que se le intentó separar su práctica en vano.

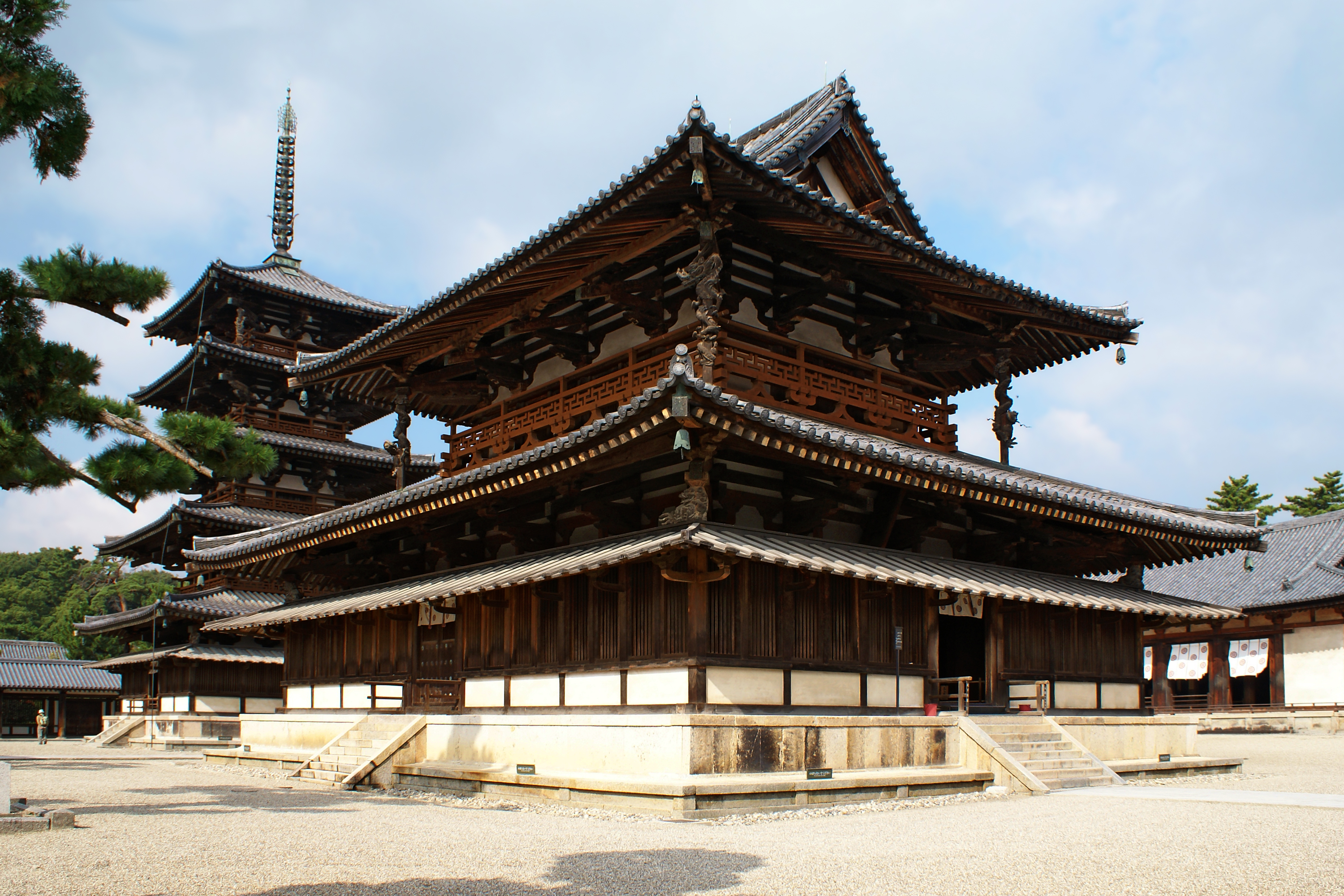
Hōryū-ji, el edificio del.

El budismo japonés es la religión practicada mayoritariamente en Japón, llegó al país proveniente de Corea en el siglo VI, aunque fue impulsado en Japón en el siglo posterior. Dentro de Japón comenzaron a surgir diversas escuelas y tendencias, a partir del budismo mahayana, sin embargo la tendencia que prosperó en Japón y que causó un impacto sobre la cultura japonesa es el budismo zen (禅?). Las ramas más practicadas en Japón en la actualidad son aparte del zen, el Jōdo Shinshū (浄土真宗?) y el Jōdo Shū (浄土宗?), que son escuelas liberales pertenecientes a la rama del budismo de Tierra Pura y que no obligan a la vida monástica dentro de su culto; y el budismo nichiren (日蓮系諸宗派 Nichiren-kei sho shūha?). Cabe destacar que el budismo está muy compenetrado con el shinto y a veces ambas son considerados como una sola creencia dentro de Japón.
El cristianismo es introducido en Japón en 1549. Prácticamente acabó un siglo más tarde, sobreviviendo sólo en el área aislada alrededor de Nagasaki; fue presentado de nuevo a finales del siglo XIX y se extendió despacio. Actualmente esta religión tiene 1,4 millones de fieles.
Otras religiones que han tenido cabida en Japón son el judaísmo, el hinduismo y en menor medida, el islamismo. A pesar de no ser religiones el confucianismo y el taoísmo se arraigaron del budismo japonés en algunos aspectos netamente culturales.

## Jardinería y naturaleza
El jardín japonés es muy diferente del occidental. Tradicionalmente está construido para representar diferentes aspectos de la naturaleza y se supone que debe verse lo más natural posible. Está estrechamente relacionado con la casa y es un área privada restringida. El agua es un elemento esencial y, por lo general, cada jardín tiene una piscina o estanque y, preferiblemente, agua corriente. El agua siempre está unida a las rocas, que se eligen por su forma y resistencia a la intemperie y se colocan cuidadosamente en el jardín. Los objetos hechos por el hombre se mantienen al mínimo. Las flores tampoco son muy populares: los árboles o arbustos en flor dan color al jardín.
El jardín verde contrasta con el jardín zen, o karesansui (枯山水?), donde casi no hay plantas, pero a menudo solo una composición de roca. A diferencia de las pasarelas giratorias, el karesansui generalmente es solo para ver. Los jardines de piedra más conocidos incluyen el Jardín del Templo Kioto Ryōan-ji del siglo XVI, un excelente ejemplo de un «jardín vacío» estático y tranquilo. El jardín tiene cinco grupos de rocas en las islas de musgo, rodeadas de grava y una pared desgastada. El jardín es de naturaleza abstracta y los arreglos de piedra no simbolizan ninguna naturaleza verdadera. En la ceremonia del té, incluye cercas de bambú, piscinas de piedra, senderos y rocas cubiertas de musgo, y un pequeño salón de té rústico que convive con el jardín.
Los árboles en miniatura, o bonsáis, representan el mismo tipo de naturaleza modificada. Originario de China, el arte bonsái se practica en Japón desde el siglo XII. Bonkei, a su vez, significa todo un paisaje. El propósito del arreglo floral o ikebana es nuevamente diseñar un arreglo floral vivo que saque lo mejor de la naturaleza. Comenzó con los arreglos simbólicos de sacrificio de los monjes budistas. Al igual que la escultura, el ikebana clásico sigue diferentes reglas de composición y favorece la asimetría como otras estéticas japonesas. El ikebana moderno tiene características de arte ambiental. Ikebana sigue siendo una forma de arte viva y popular.

«El jardín refleja un concepto fascinante de la naturaleza: la naturaleza es superior al hombre, pero aun así el hombre tiene el deseo y la habilidad de seleccionar ciertos objetos hermosos para su naturaleza más cercana, el jardín».